# Socialist Alliance (Australien)

Logo der Partei

Die Socialist Alliance ist eine sozialistische Partei in Australien.
Socialist Alliance ist eine sozialistische politische Partei und Aktivistenorganisation in Australien, die 2001 als Bündnis verschiedener sozialistischer Organisationen und Aktivisten gegründet wurde, initiiert von der Democratic Socialist Perspective und der International Socialist Organisation.
Im Oktober 2023 hat die Socialist Alliance vier gewählte Mandatsträger in ganz Australien, die alle auf lokaler Regierungsebene tätig sind. Es handelt sich um die Ratsmitglieder Sarah Hathway (Stadt Greater Geelong), Rob Pyne (Region Cairns) sowie Sue Bolton und Monica Harte (beide in der Stadt Merri-Bek).
Die Partei engagiert sich in der Gewerkschafts-, Klimawandel- und Studentenbewegung in Australien. Sie vertritt in zahlreichen Fragen eine starke linke Position, u. a. in Bezug auf die Rechte von Flüchtlingen, Aborigines und Torres-Strait-Insulanern, Antirassismus und öffentliches Eigentum. Die Socialist Alliance schlägt auch die Verstaatlichung des Banken-, Energie- und Bergbausektors vor. Bei den Arbeitnehmerrechten unterstützt die Partei die Anhebung des Mindestlohns, die Einführung von Gesetzen gegen Lohndiebstahl und Totschlag in der Industrie, die Ausweitung von Gewerkschaftsverhandlungen auf die gesamte Branche und die Verkürzung der Wochenarbeitszeit auf 30 Stunden. Sie wendet sich gegen den Bau neuer Kohlebergwerke und gegen alle Versuche, öffentliche Dienste wie Medicare zu privatisieren. Die Partei unterstützt die Ausweitung des öffentlichen Gesundheitssystems auf zahnärztliche Leistungen und die Beendigung der öffentlichen Finanzierung von Privatschulen. Die Politik der staatlichen Zweige umfasst die Unterstützung von öffentlichem Wohnungsbau, öffentlichem Verkehr, öffentlichem Bildungswesen und öffentlichen Versorgungsbetrieben sowie das Eintreten für eine weniger militarisierte und harte Polizei und Justiz.
Die Partei beteiligte sich am Wahlbündnis der Victorian Socialists in Victoria, bis sie im Mai 2020 aus dem Bündnis austrat.

## Geschichte

### Entstehung und Wachstum
Die Socialist Alliance wurde 2001 als loser Zusammenschluss von sozialistischen Organisationen und Einzelpersonen gegründet. Das Projekt wurde von der Democratic Socialist Perspective und der International Socialist Organisation initiiert. Sieben weitere Organisationen waren an dem ersten Sondierungstreffen beteiligt: die Freedom Socialist Party, die Socialist Alternative, die Socialist Democracy, die Worker-communist Party of Iraq, die Workers League, die Worker's Liberty und die Worker's Power. Ziel des Zusammenschlusses war es, nach den S11-Protesten beim Weltwirtschaftsforum in Melbourne vom 11. bis 13. September 2000 eine größere Einheit der Linken zu schaffen.
Viele bündnisfreie Sozialisten fühlten sich von der Idee der linken Einheit angezogen, und bald nach ihrer Gründung wuchs die Socialist Alliance so weit, dass die Mehrheit ihrer Mitglieder keiner der angeschlossenen Organisationen angehörte.

### Debatte
Als Reaktion auf dieses Wachstum gewannen die Democratic Socialist Perspective und viele bündnisfreie Mitglieder auf mehreren nationalen Konferenzen eine Mehrheit für Maßnahmen, die die Socialist Alliance zu einer vereinigten sozialistischen Partei und nicht nur zu einem Bündnis von Gruppen und Einzelpersonen machen sollten.
Die meisten Mitgliedsorganisationen, insbesondere die International Socialist Organisation, zogen es jedoch vor, die Socialist Alliance als breite linke Wahlkampffront für sozialistische Organisationen und Einzelpersonen zu erhalten.
Ende 2003 beschloss die Demokratische Sozialistische Partei, „eine marxistische Tendenz in der Sozialistischen Allianz“ zu werden, und benannte sich in „Demokratisch-Sozialistische Perspektive“ um, um die Sozialistische Allianz in eine „Sozialistische Partei mit mehreren Tendenzen“ zu verwandeln. Dieser Schritt wurde von etwa 75 % der Konferenzdelegierten auf der nationalen Konferenz der Socialist Alliance in diesem Jahr unterstützt, obwohl andere Mitgliedsorganisationen weiterhin dagegen waren.
Auf der Nationalkonferenz 2005 traten eine Reihe besonders scharfer politischer Differenzen zutage. Diese konzentrierten sich auf die Frage, inwieweit die Socialist Alliance die australische Labor Party kritisieren sollte, ob die Organisation eine formale Beziehung zu der mit der Democratic Socialist Perspective verbundenen Zeitung Green Left Weekly unterhalten sollte, um einen Schritt in Richtung einer eigenen Zeitung der Socialist Alliance zu machen, und ob bündnisfreie Mitglieder eine automatische Mehrheit im nationalen Vorstand der Organisation haben sollten.

### Zusammenschlüsse und Rückzüge
Nach dieser Konferenz zogen sich drei der führenden Mitglieder eines „Non-Aligned Caucus“ und die meisten der aktiven Mitgliedsorganisationen schrittweise aus der Socialist Alliance zurück. Der „Non Aligned Caucus“ war eine Ad-hoc-Gruppierung von Mitgliedern, die keiner Mitgliedsorganisation angehörten, die im Vorfeld der nationalen Konferenz 2003 gebildet wurde.
Im Jahr 2006 verließ Workers Power das Bündnis. 2007 trat auch die International Socialist Organisation aus.
Im Januar 2010 stimmte die Democratic Socialist Perspective für eine Verschmelzung mit der Socialist Alliance und hörte damit auf, als Mitgliedsorganisation zu existieren.
Im September 2012 nahm die Socialist Alliance Einigungsgespräche mit der Socialist Alternative auf. Zu dieser Zeit befand sich die Socialist Alternative in Einigungsgesprächen mit der Revolutionary Socialist Party (Australia), die Anfang 2013 zu einer Fusion führten.
Nach etwa einem Jahr Führungsdiskussionen, gemeinsamen Foren und der Teilnahme von Socialist Alliance an der Marxismus-Konferenz von Socialist Alternative gab die Führung von Socialist Alternative im November 2013 öffentlich bekannt, dass sie die Einheitsdiskussionen abbricht, blieb aber für eine weitere Zusammenarbeit offen. Socialist Alternative behauptete, der Ansatz von Socialist Alliance für ein Übergangsprogramm und die Wahlpolitik sei „nicht ähnlich genug, um eine dauerhafte und produktive Einheit durchzusetzen“.
Die Socialist Alliance begrüßte zwar die Möglichkeit einer weiteren Zusammenarbeit, kritisierte aber die Gründe der Socialist Alternative für ihren Rückzug. Das führende Mitglied der Socialist Alliance, Dave Holmes, warf der Socialist Alternative vor, „an ihrer sehr engen, propagandistischen Auffassung von sozialistischer Politik festzuhalten“, anstatt sich zu vereinigen, um Sozialisten auf breiterer Basis anzusprechen. Die Socialist Alliance veröffentlichte den gesamten Schriftwechsel über die Einigungsgespräche in ihrem Diskussionsbulletin Alliance Voices.
Auf ihrer nationalen Konferenz im Jahr 2014 beschloss die sozialistische Jugendorganisation Resistance, mit der Socialist Alliance zu fusionieren und deren offizielle Jugendorganisation zu werden. Die neue Organisation nannte sich Resistance: Young Socialist Alliance.
Der Widerstand wählt sein eigenes Führungsgremium, das die Jugendarbeit der Partei koordiniert und die Jugendkonferenz Radical Ideas organisiert.

### Victorian Socialists
Am 5. Februar 2018 wurde bekannt gegeben, dass die Socialist Alliance, die Socialist Alternative, kommunale Aktivisten und Gewerkschafter gemeinsam ein Wahlbündnis mit dem Namen Victorian Socialists bilden werden, um bei den Landtagswahlen 2018 in Victoria anzutreten. Zu den Spitzenkandidaten für die Northern Metropolitan Region gehörte der Stadtrat Stephen Jolly, außerdem traten die Stadträtin von Moreland, Sue Bolton (Socialist Alliance), und die Asbest-Anwältin Colleen Bolger (Socialist Alternative) Tim Gooden von der Socialist Alliance, ehemaliger Gewerkschaftssekretär von Geelong und CFMEU-Organisator, führte die Liste für die Western Victoria Region an. Obwohl die Partei mit 4,6 % der Stimmen das höchste Ergebnis aller kleineren Parteien in der Northern Metropolitan Region erzielte, gelang es ihr nicht, einen Sitz zu gewinnen, nachdem die Vorzugsstimmen ausgehandelt worden waren.
Bei den Bundestagswahlen 2019 traten die Victorian Socialists mit Kandidaten in den Wahlkreisen Calwell, Wills und Cooper an und erzielten 4,6 %, 4,5 % bzw. 4,2 % der Stimmen.
Im Jahr 2020 zog sich die Socialist Alliance aus den Victorian Socialists zurück.

## Zweigstellen und Mitgliedszahlen
Sie unterhält Zweigstellen in den großen Hauptstädten Sydney, Melbourne, Brisbane, Perth, Adelaide, Canberra und Hobart. Die Socialist Alliance unterhält auch Zweigstellen in und um eine Reihe kleinerer Städte und regionaler Gebiete, darunter in den Blue Mountains, Cairns, Geelong, Illawarra, New England und Newcastle. Die Socialist Alliance hat auch Einzelmitglieder, die über das ländliche und regionale Australien verteilt sind.
Es gab eine Zweigstelle in Fremantle, die eine Geschäftsstelle und eine Bibliothek umfasste.
Die Socialist Alliance ist eine eingetragene politische Partei auf Bundesebene und unterhält jährlich eine Wählerregistrierung in New South Wales und in Victoria.
Für die Registrierung auf Bundesebene sind 500 Mitglieder erforderlich, für die Registrierung in Victoria sind ebenfalls 500 Mitglieder erforderlich, und für die Registrierung in NSW sind 750 Mitglieder erforderlich.
Diese Zahlen spiegeln jedoch die registrierten Mitglieder wider und sind möglicherweise kein genaues Maß für die aktive oder finanzielle Mitgliedschaft. Eine Resolution von Socialist Alliance Perspectives, die im Februar 2012 in Alliance Voices veröffentlicht wurde, geht von einer Mitgliederzahl von etwa 600 aus, womit sie eine der größten Organisationen der australischen Linken ist – etwa doppelt so groß wie die nächstgrößere Gruppe, Socialist Alternative.
Die Mitglieder der Socialist Alliance sind in der Regel in Ortsverbänden mit mindestens sieben stimmberechtigten Mitgliedern organisiert, die „...einen jährlichen Mitgliedsbeitrag zahlen müssen“, doch die Parteisatzung erlaubt es „at large“-Mitgliedern, die in Gebieten ohne nahe gelegene Ortsverbände leben, beizutreten.

## Veröffentlichungen
Die Politik und die Satzung der Socialist Alliance können auf ihrer Website eingesehen werden.
Die Zeitung Green Left Weekly – die politisch mit der Socialist Alliance verbunden ist – veröffentlicht wöchentlich eine Socialist Alliance-Kolumne mit dem Titel „Our Common Cause“. Die Socialist Alliance arbeitet auch eng mit Links – International Journal of Socialist Renewal zusammen. Die Lokalzeitung The Westender aus Brisbane hat ebenfalls eine Kolumne der Socialist Alliance veröffentlicht, und ihre Mitglieder wurden auf Websites wie The Drum und Online Opinion von ABC publiziert.
Etwa ein Jahr lang gab die Socialist Alliance eine vierteljährlich erscheinende Zeitschrift, Seeing Red, heraus, deren letzte Ausgabe im März 2006 erschien.
Die Socialist Alliance und ihre Mitglieder haben auch eine große Anzahl von Broschüren und Büchern, vor allem über Resistance Books, zu einer Reihe historischer, politischer und sozialer Gerechtigkeitsthemen veröffentlicht.
Bevor die Website der Grünen Linken zum vorherrschenden Mittel wurde, mit dem die Socialist Alliance schriftliches Material online veröffentlichte, unterhielt sie eine Reihe von Blogs. Ihr internes Diskussionsbulletin und ihr nationaler Newsletter „Alliance Voices“ wurde bis 2014 geführt. Ihr westaustralischer Zweig unterhielt bis 2016 einen Blog. Die Gemeinderatsmitglieder der Socialist Alliance, Sam Wainwright und Sue Bolton, unterhielten bis 2009 bzw. 2013 eigene Websites.

## Basis-Kampagnenarbeit
Während die Socialist Alliance, ihre Mitgliedsorganisationen und bündnisfreien Mitglieder weiterhin sozialistische Politik in der Wahlarena vertreten und dafür argumentieren, legt die Organisation einen stärkeren Schwerpunkt auf den Aufbau erfolgreicher Basiskampagnen als Mittel zur Förderung sozialistischer Politik. In den jüngsten Einigungsgesprächen mit der Socialist Alternative betonte die Socialist Alliance erneut ihre Unterstützung für diese „Übergangsmethode“ in Bezug auf Kampagnen und argumentierte, dass Kampagnenarbeit der Schlüssel dazu ist, den Menschen die Notwendigkeit einer Umgestaltung des gesamten kapitalistischen Systems nahe zu bringen.
Die Socialist Alliance hat sich seit ihrer Gründung an einem breiten Spektrum von Kampagnen beteiligt, die sowohl ihre eigene sich entwickelnde politische Ausrichtung als auch die Aktivitäten und die Politik ihrer Mitgliedsorganisationen widerspiegeln. Dazu gehören die Gewerkschaftsbewegung, die Bildungs- und die Klimawandelbewegung sowie zahlreiche andere Basiskampagnen, darunter die Rechte von Flüchtlingen, die Rechte der gleichgeschlechtlichen Ehe, die Rechte der Aborigines und der Torres Strait Islander, der Klimawandel und die internationale Solidarität mit Bewegungen wie dem palästinensischen Kampf für nationale Selbstbestimmung, der Rojava-Revolution und der Bolivarischen Revolution in Lateinamerika sowie mit Bewegungen für soziale Gerechtigkeit und Demokratie in Südostasien.

### Industrie
Die Socialist Alliance legt großen Wert auf die Stärkung der Gewerkschaftsbewegung und hat Mitglieder in einer Reihe von Gewerkschaften, darunter die Australian Services Union, die Australian Education Union, die Australian Manufacturing Workers Union, die Australian Nursing Federation, die Community and Public Sector Union, die Construction, Forestry, Mining and Energy Union, die Electrical Trades Union, die Finance Sector Union, die National Tertiary Education Union, die National Union of Workers, die New South Wales Teachers Federation, die Rail, Tram and Bus Industry Union, die Transport Workers Union und United Voice.
Im Einklang mit ihrer Kritik, dass die ALP die Gewerkschaftsbewegung zurückhält und bürokratisiert, ermutigt die Socialist Alliance Arbeitnehmer und Gewerkschaften, sich von der ALP unabhängig zu machen, die Demokratie in den Gewerkschaften zu stärken und eine „neue Arbeiterpartei“ zu gründen. Sie arbeitet jedoch auch mit den einfachen Gewerkschaftsmitgliedern bei Arbeitskampagnen zusammen, unabhängig von ihrer politischen Zugehörigkeit.
In den Jahren 2005 und 2006 initiierte und organisierte die Socialist Alliance gewerkschaftliche „fight-back“-Konferenzen als Reaktion auf die „WorkChoices“-Gesetzgebung der Bundesregierung, an denen Hunderte von Gewerkschaftsaktivisten und Mitglieder anderer sozialistischer Gruppen teilnahmen. Die Socialist Alliance war an der darauf folgenden Kampagne Your Rights at Work gegen WorkChoices sowie an der Kampagne zur Abschaffung der Australian Building and Construction Commission (ABCC) beteiligt.
Die Socialist Alliance hat die Industriepolitik der australischen Labor Party scharf kritisiert, weil sie den Arbeitnehmern nicht genügend Rechte zurückgegeben und die ABCC beibehalten hat, und hat das Fair Work Australia der Rudd-Regierung als wenig mehr als „WorkChoices-lite“ beschrieben.
Zu den bemerkenswerten Gewerkschaftsführern der Socialist Alliance gehören Chris Cain, Staatssekretär der Maritime Union of Australia in Westaustralien, Tim Gooden, ehemaliger Sekretär des Geelong Trades and Labour Council, und Craig Johnston, ehemaliger Staatssekretär der Australian Manufacturing Workers Union in Victoria, der 2004 nach einem Arbeitskampf bei Johnson Tiles im Jahr 2001 für neun Monate ins Gefängnis kam.

### Antikriegsbewegung und bürgerliche Freiheitsrechte
Socialist Alliance ist gegen die militärischen Interventionen der USA und Australiens wie die Invasionen in Afghanistan und im Irak. Socialist Alliance, ihre Mitgliedsorganisationen und Mitglieder spielten eine zentrale Rolle bei den Kampagnen gegen diese Kriege in den Jahren 2001 und 2003. Socialist Alliance spielte auch eine führende Rolle bei der Gründung der Stop the War Coalition in einer Reihe von Städten und bei der Organisation von Protesten in den folgenden Jahren.
Mitglieder der Socialist Alliance sind auch aktiv an der Förderung der Boykott-, Desinvestitions- und Sanktionskampagne gegen Israel beteiligt.
Die Socialist Alliance lehnt den „Krieg gegen den Terror“ ab und behauptet, er führe zu verstärktem Rassismus gegen arabische und muslimische Gemeinschaften und zu einer Regierungspolitik, die die bürgerlichen Freiheiten bedroht. Mitglieder der Socialist Alliance waren maßgeblich an der Organisation der Proteste in Sydney gegen die APEC im Jahr 2007 und den Besuch von Papst Benedikt XVI. im Jahr 2008 beteiligt, angesichts der verstärkten Polizeibefugnisse, die wegen der Verletzung der bürgerlichen Freiheiten stark kritisiert wurden.
Die Partei führt diese Arbeit zusammen mit anderen Aktivisten und Gemeinschaftsgruppen sowie einzelnen Aktivisten in breiteren Koalitionen wie der Stop the War Coalition, und dem Gaza Defence Committee durch.

### Umwelt
Die Socialist Alliance beteiligt sich an einer Reihe von Kampagnen zu Umweltthemen, vor allem zum Klimawandel. Sie half bei der Organisation des „Walk Against Warming“ 2006 in einigen Städten und entwickelte detaillierte Strategien zur Bekämpfung des Klimawandels, die in einem offenen Prozess mit breiter Beteiligung der Mitglieder erstellt wurden. Seit der Bundestagswahl 2007 hat die Umwelt-Website VoteClimate[83] die Umweltpolitik der Socialist Alliance auf Platz 1 gesetzt (noch vor den Grünen).
Mitglieder der Socialist Alliance halfen auch bei der Organisation des Climate Action Summit in Canberra vom 31. Januar bis 1. Februar 2009 und sind am Aufbau des neuen nationalen Climate Action Network beteiligt, das aus diesem Gipfel hervorging.
Die Socialist Alliance vertritt die Auffassung, dass es keine Lösung für die durch die globale Erwärmung verursachte Krise gibt, ohne den Kapitalismus zu stürzen, und kritisiert Marktmechanismen wie den Emissionshandel als undurchführbar, profitorientiert und die kapitalistischen Verhältnisse verstärkend, die ihrer Meinung nach die Verschmutzung überhaupt erst verursacht haben.

### Rechte von indigenen Völkern
Die Socialist Alliance hat bei den jüngsten Kampagnen für Gerechtigkeit für die australischen Ureinwohner eine Rolle gespielt, insbesondere im Zusammenhang mit den Ermittlungen zu den Todesfällen von TJ Hickey in Redfern und Mulrunji Doomadgee auf Palm Island. Im Fall von Mulrunji spielte der führende indigene Aktivist, Akademiker und Socialist Alliance-Mitglied Sam Watson eine Schlüsselrolle bei der Organisation der Proteste, die zur Wiederaufnahme der Untersuchung führten.
Die Socialist Alliance lehnt auch die Intervention der Bundesregierung im Northern Territory ab und half bei der Organisation der Proteste am 12. Februar 2008 vor dem Parlament in Canberra.

### Antirassismus und Einwandererrechte
Der Socialist Alliance ist es gelungen, in einigen ethnischen Gemeinschaften im städtischen Australien wachsende Unterstützung zu gewinnen, z. B. bei somalischen Jugendlichen, der tamilischen Gemeinschaft und in der lateinamerikanischen Gemeinschaft. Im letzteren Fall hat die Socialist Alliance die Bolivarische Revolution in Venezuela aktiv unterstützt und ist dem Australia Venezuela Solidarity Network angeschlossen.
Mitglieder der Socialist Alliance haben sich auch im Kampf für die Rechte von Flüchtlingen engagiert, indem sie sich gegen die obligatorische Inhaftierung illegaler Einwanderer aussprachen und Australien zu einer humaneren Flüchtlingspolitik aufforderten.

### Öffentliche Dienste
Die Socialist Alliance setzt sich für die Bereitstellung qualitativ hochwertiger öffentlicher Dienstleistungen auf allen Regierungsebenen ein und fordert eine Aufstockung der Mittel für das öffentliche Bildungswesen, das Gesundheitswesen, den Wohnungsbau und den Verkehr. Sie befürworten auch die Ausweitung des öffentlichen Sektors durch die Verstaatlichung großer multinationaler Konzerne. Darüber hinaus fordert die Partei, dass kapitalistische Unternehmen, die vom Steuerzahler subventioniert wurden, ihre Subventionen entweder vollständig an den Steuerzahler zurückzahlen oder entschädigungslos verstaatlicht werden.
Socialist Alliance beteiligt sich an Kampagnen gegen Privatisierungen, wie sie von der Regierung von New South Wales geplant sind (z. B. Elektrizität und Gefängnisse, zusammen mit den Grünen, Gewerkschaften, ALP-Mitgliedern und Gemeindegruppen). Sie behaupten, dass alle Privatisierungen durch Verstaatlichung rückgängig gemacht werden müssen.

### Soziale Gerechtigkeit
Die Socialist Alliance ist auch in einer Reihe anderer Kampagnen für soziale Gerechtigkeit aktiv, darunter LGBTI-Rechte, Frauenbefreiung, Wohlfahrtsrechte, und Gefängnisreform, sowie zu lokalen Themen. Nach einem Leitartikel von OUTinPerth, in dem die Sozialisten beschuldigt wurden, die Bewegung für die Gleichstellung der Ehe zu übernehmen, gab die prominente LGBTIQIA+-Aktivistin und Mitglied der Socialist Alliance, Farida Iqbal, eine Antwort heraus, in der sie argumentierte, dass die Socialist Alliance und andere in der australischen Bewegung für die Gleichstellung der Ehe seit ihren Anfängen im Jahr 2004 eine herausragende Rolle gespielt hätten.

### Internationale Solidarität
Die Partei legt auch großen Wert auf die internationale sozialistische Solidarität. Sie ist aktiv an der Unterstützung vieler linker Bewegungen in der ganzen Welt beteiligt, z. B. in Bezug auf Venezuela und die Bolivarische Revolution in Lateinamerika, den palästinensischen Widerstand und die kurdische Selbstbestimmung in Nordsyrien. Socialist Alliance führt auch aktive Solidaritätskampagnen mit internationalen pro-demokratischen Bewegungen in Lateinamerika, im Nahen Osten, in der Westsahara, in Simbabwe, in Südostasien, und anderswo.